# Automotive Cells Company
Automotive Cells Company SE  (ACC) ist ein im Aufbau befindlicher Hersteller von Lithium-Ionen-Batterien für die Elektromobilität mit Sitz in Bruges bei Bordeaux, Frankreich.

## Geschichte
Seit 2018 wird innerhalb der Europäischen Union und von Frankreich und Deutschland das damals noch als Konsortium organisierte Projekt ACC im Rahmen eines gemeinsamen europäischen Projektes mit dem Titel „Important Project of Common European Interest“ (IPCEI) unterstützt und vorangetrieben.
Am 3. September 2020 unterzeichneten der damalige PSA-Konzern, Opel und die TotalEnergies-Tochter Saft eine Vereinbarung zur Gründung der Gesellschaft. Ziel war die Herstellung von Akkumulatoren ab 2023. Das damals geplante Investitionsvolumen betrug fünf Mrd. Euro, wovon die Regierungen von Frankreich und Deutschland insgesamt 1,3 Mrd. als Förderung beizusteuern bereit waren. Geplant war zunächst der Bau eines Werks in Douvrin/Billy-Berclau, Nord-Frankreich, und eines Werks in Kaiserslautern.
Im März 2022 wurde Mercedes-Benz offiziell weiterer Partner in ACC. Die Anteile von PSA wurden zur Dachgesellschaft Stellantis übertragen.
ACC kündigte im März 2022 an, eine dritte Fabrik in Termoli (Italien) zu errichten. Dort befindet sich seit 1972 ein Werk der Fiat Chrysler Automobiles, in dem unter anderem Motoren für Alfa Romeo und Maserati produziert werden. Das geplante Investitionsvolumen beträgt zwei Mrd. Euro, der italienische Staat fördert das Projekt mit 369 Mio. Euro.
Am 30. Mai 2023 wurde in Billy-Berclau auf dem Gelände eines ehemaligen Motorenwerks die erste Batteriefabrik eröffnet; 2 Milliarden Euro wurden investiert. Weitere Werke sind in Kaiserslautern in einem ehemaligen Opel-Werk und in Termoli, Italien, geplant.

## Werk Kaiserslautern
Im Juni 2024 wurde bekannt, dass der Bau der Fabrik in Kaiserslautern vorerst ruht. Der Generalsekretär von ACC, Matthieu Hubert, sprach von einer "Pause": "Bevor wir investieren, und wir sprechen von Milliarden, müssen wir die Frage beantworten, welche Art von Batteriezell-Technologie der Markt erfordert". Das erste Werk in Frankreich soll erst planmäßig produzieren, bevor weitere Investitionen in das Werk in Kaiserslautern erfolgen.

## Anteilseigner
Anteilseigner des Joint Venture sind:
- Saft, Tochterunternehmen von TotalEnergies, 1/3 der Anteile,
- Stellantis zusammen mit dem Tochterunternehmen Opel, 1/3 der Anteile,
- Mercedes-Benz, 1/3 der Anteile.[8]

## Standorte
- Paris, Frankreich, Zentrale
- Bruges bei Bordeaux, Frankreich, Forschung und Laboratorium[9]
- Nersac, (Region Nouvelle-Aquitaine) Frankreich, Entwicklungszentrum und Pilotanlage[10]
- Douvrin/Billy-Berclau, (Region Hauts-de-France) Frankreich, Gigafactory, Produktion ab 2023: 13 GWh/a, später bis 40 GWh/a[11]
- Kaiserslautern, (Rheinland-Pfalz) Deutschland, Gigafactory, Produktion ab 2025: 13 GWh/a, später bis 40 GWh/a[12]
- Termoli, (Provinz Campobasso) Italien, Gigafactory, geplante Kapazität 40 GWh[5][13]